# By (Yabassi)
Pour les articles homonymes, voir By.
By ou Bi est un village du département du Nkam au Cameroun. Situé dans l'arrondissement de Yabassi, il est localisé sur la route qui relie Yabassi à Nkondjock. Le village se trouve à 14 km de Yabassi. 

## Population et environnement
En 1967, le village de By avait 197 habitants. Le village fait partie du canton des Bandem. La population de By était de 40 habitants dont 17 hommes et 23 femmes, lors du recensement de 2005. 